# Cauverville-en-Roumois
Cauverville-en-Roumois település Franciaországban, Eure megyében. Lakosainak száma 211 fő (2022. január 1.). Cauverville-en-Roumois Appeville-Annebault, Brestot, Colletot és Étréville községekkel határos.

## Népesség
A település népességének változása:
| Lakosok száma | 101  | 119  | 132  | 185  | 234  | 243  | 226  | 215  | 213  | 211  |
|               | 1968 | 1982 | 1990 | 2006 | 2013 | 2015 | 2017 | 2019 | 2020 | 2022 |